# Езень
Езень, Езені (рум. Ezeni) — село у повіті Прахова в Румунії. Входить до складу комуни Філіпештій-де-Тирг.
Село розташоване на відстані 59 км на північ від Бухареста, 16 км на захід від Плоєшті, 82 км на південь від Брашова.

## Населення
За даними перепису населення 2002 року у селі проживали 416 осіб, усі — румуни. Усі жителі села рідною мовою назвали румунську.